# Nordsaltgräs
Nordsaltgräs (Puccinellia nutkaënsis) är en gräsart som först beskrevs av Jan Svatopluk Presl, och fick sitt nu gällande namn av Merritt Lyndon Fernald och Charles Alfred Weatherby. Nordsaltgräs ingår i släktet saltgrässläktet, och familjen gräs. Inga underarter finns listade i Catalogue of Life. Det är osäkert om arten förekommer i Sverige.